# Ehrenkreuz zur Erinnerung (Rumänien)

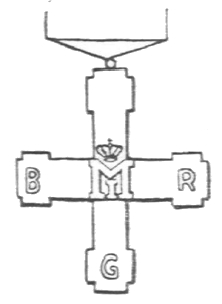
Das Rumänische Erinnerungsabzeichen

Das Ehrenkreuz Zur Erinnerung (ro. Insemnul Onorifie "In Amintire") war ein während des Zweiten Weltkriegs verliehenes rumänisches Ehrenzeichen zur Erinnerung und Belohnung von geleisteten Diensten von Offizieren im rumänischen Königlichen Garde-Bataillon. Es wurde am 27. Juli 1943 durch König Michael I von seinem Sitz in Sinaia aus gestiftet.

## Stiftungsinhalte
Die Eingangsworte der Stiftung lauteten:

„Königliches Haus, Allerhöchste Entschließung. Michael I., von Gottes Gnaden und dem Willen des Volkes König von Rumänien, Allen Gegenwärtigen und Zukünftigen Unsern Gruß: Wir haben beschlossen:“

Die Bedingungen sowie die Verleihung des Rechtes, das Ehrenzeichen zu tragen, waren in einer Satzung festzuhalten. Allerdings konnte die Tragebefugnis auch widerrufen werden und zwar für Fall, in dem der Betroffene aus disziplinarischen Gründen aus dem Garde-Bataillon entfernt werden musste. Dieses Entzugsrecht oblag dem Königshause selber, wobei der Chef des rumänischen Militärkabinetts ein diesbezügliches Vorschlagsrecht hatte. Ihm oblag auch die Verwaltung der Ehrenauszeichnung.

## Satzungsinhalt
Das Tragerecht des Abzeichens wurde durch allerhöchste Order seiner Majestät des Königs verliehen und zwar nur an Offiziere, die im Königlichen Garde-Bataillon:
- 4 Jahre als Frontoffiziere;
- 6 Jahre als Nichtfrontoffiziere, als Gleichgestellte oder als Ärzte Dienst getan hatten.

Den einzelnen Kommandeuren des Bataillons konnte das Ehrenzeichen nach Allerhöchstem Ermessen seiner Majestät des Königs auch verliehen werden. Bei den ersten Vorschlägen die zur Verleihung führten, sollten alle Offiziere vorgeschlagen werden, die seit 1930 im Königlichen Garde-Bataillon Dienst getan hatten und die vorstehenden Bedingungen erfüllten. Das Ehrenzeichen konnte somit auch rückwirkend verliehen werden.

## Aussehen
Das Ehrenzeichen hat die Form eines Kreuzes, ist 41 mm breit und 41 mm hoch und besteht aus Silber. Die Vorderseite ist emailliert und weist vergoldete Ränder auf. In rechten, linken sowie dem unteren Kreuzarm sind die vergoldeten Buchstaben: B (links) R (rechts) und G (unten) zu lesen, die für die Abkürzung für Bataillon de Garda Regalä stehen. Im Schnittpunkt des Kreuzes ist der silbervergoldete königliche Namenszug (das Königssiegel Michaels I.) zu sehen. Die Rückseite des Kreuzes ist nicht emailliert und zeigt im Schnittpunkt des Kreuzes eine eingravierte Ordnungsnummer, die mit der Nummer der zeitlich mit dem Kreuz verliehenen Verleihungsurkunde identisch ist und somit das Recht zum Tragen legalisierte.

## Trageweise
Getragen wurde das Ehrenzeichen zum militärischen Anzug als Anhänger unter der Klappe der oberen linken Brusttasche an einem gewässerten moirierter 30 mm blauen Seidenbande mit golden gefassten Saum mittels eines silbervergoldeten Dreiecks mit Aufhängering. Zum bürgerlichen Anzug war eine Miniatur (15 mm) im Knopfloch statthaft.